# Episodi de Gli uomini della prateria (terza stagione)
La terza stagione della serie televisiva Gli uomini della prateria è andata in onda negli Stati Uniti dal 30 settembre 1960 al 16 giugno 1961 sulla CBS.
| nº | Titolo originale                  | Prima TV USA      | Titolo italiano | Prima TV Italia |
| -- | --------------------------------- | ----------------- | --------------- | --------------- |
| 1  | Incident at Rojo Canyon           | 30 settembre 1960 |                 |                 |
| 2  | Incident of the Challenge         | 14 ottobre 1960   |                 |                 |
| 3  | Incident at Dragoon Crossing      | 21 ottobre 1960   |                 |                 |
| 4  | Incident of the Night Visitor     | 4 novembre 1960   |                 |                 |
| 5  | Incident of the Slavemaster       | 11 novembre 1960  |                 |                 |
| 6  | Incident on the Road to Yesterday | 18 novembre 1960  |                 |                 |
| 7  | Incident at Superstition Prairie  | 2 dicembre 1960   |                 |                 |
| 8  | Incident at Poco Tiempo           | 9 dicembre 1960   |                 |                 |
| 9  | Incident of the Captive           | 16 dicembre 1960  |                 |                 |
| 10 | Incident of the Buffalo Soldier   | 1º gennaio 1961   |                 |                 |
| 11 | Incident of the Broken Word       | 20 gennaio 1961   |                 |                 |
| 12 | Incident at the Top of the World  | 27 gennaio 1961   |                 |                 |
| 13 | Incident Near the Promised Land   | 3 febbraio 1961   |                 |                 |
| 14 | Incident of the Big Blowout       | 10 febbraio 1961  |                 |                 |
| 15 | Incident of the Fish Out of Water | 17 febbraio 1961  |                 |                 |
| 16 | Incident on the Road Back         | 24 febbraio 1961  |                 |                 |
| 17 | Incident of the New Start         | 3 marzo 1961      |                 |                 |
| 18 | Incident of the Running Iron      | 10 marzo 1961     |                 |                 |
| 19 | Incident Near Gloomy River        | 17 marzo 1961     |                 |                 |
| 20 | Incident of the Boomerang         | 24 marzo 1961     |                 |                 |
| 21 | Incident of his Brother's Keeper  | 31 marzo 1961     |                 |                 |
| 22 | Incident in the Middle of Nowhere | 7 aprile 1961     |                 |                 |
| 23 | Incident of the Phantom Bugler    | 14 aprile 1961    |                 |                 |
| 24 | Incident of the Lost Idol         | 28 aprile 1961    |                 |                 |
| 25 | Incident of the Running Man       | 5 maggio 1961     |                 |                 |
| 26 | Incident of the Painted Lady      | 12 maggio 1961    |                 |                 |
| 27 | Incident Before Black Pass        | 19 maggio 1961    |                 |                 |
| 28 | Incident of the Blackstorms       | 26 maggio 1961    |                 |                 |
| 29 | Incident of the Night on the Town | 2 giugno 1961     |                 |                 |
| 30 | Incident of the Wager on Payday   | 16 giugno 1961    |                 |                 |

## Incident at Rojo Canyon
- Prima televisiva: 30 settembre 1960
- Diretto da: Ted Post
- Scritto da: Steve Raines, Budd Bankson

### Trama
- Guest star: John Pickard (Matson), Bobby Troup (Nelson Hoyt), Frank Maxwell (Anderson), William Wellman, Jr. (Chatsworth), Julie London (Anne Danvers), Nelson Welch (Purkey), Tom Troupe (soldato di cavalleria), Robert Easton (trombettiere), Stanley Clements (sergente Willis)

## Incident of the Challenge
- Prima televisiva: 14 ottobre 1960
- Diretto da: Charles Marquis Warren
- Scritto da: Charles Larson

### Trama
- Guest star: John Hart (Nate Johnson), Orville Sherman (Charlie Casey), Lyle Bettger (maggiore Victor Darius), Ann Doran (Millie Darius), Michael Pate (Mitla), Ann Robinson (Julie Garcia)

## Incident at Dragoon Crossing
- Prima televisiva: 21 ottobre 1960
- Diretto da: Ted Post
- Scritto da: John Dunkel

### Trama
- Guest star: John Erwin (Teddy), Dan O'Herlihy (John Cord), Garry Walberg (Corey Bates), Duane Grey (Jose Becerra), Ralph Thomas (Billy Joe)

## Incident of the Night Visitor
- Prima televisiva: 4 novembre 1960
- Diretto da: R. G. Springsteen
- Scritto da: John Dunkel

### Trama
- Guest star: Dane Clark (Jeff Barkley), John Erwin (Teddy), Harold Stone (Nick Mesa), Tom Nolan (Joey Gardner)

## Incident of the Slavemaster
- Prima televisiva: 11 novembre 1960
- Diretto da: Ted Post
- Soggetto di: Clayton Fox

### Trama
- Guest star: Theodore Newton (Somers), Lisa Gaye (Odette Laurier), K. T. Stevens (Martha Bradley), Ernest Sarracino (Francois), Peter Lorre (Victor Laurier), John Agar (Mike Anderson), John Erwin (Teddy), James Gavin (Breen), Stephen Courtleigh (Garrett), Andy Albin (Morgan), Roy Glenn (Jonah)

## Incident on the Road to Yesterday
- Prima televisiva: 18 novembre 1960
- Diretto da: R. G. Springsteen
- Scritto da: Winston Miller, Jan Winters

### Trama
- Guest star: Connie Buck, Robert Gist (Ed Stockton), Stephen Joyce (Wilbur), John Erwin (Teddy), Chester Morris (Hugh Clements), Frankie Laine (Ralph Bartlet), Nan Grey (Carly Stockton), Shirley O'Hara (Mrs. Slocum), Charles Tannen (Joe), George Hickman (barista), King Calder (John Slocum), John Cole (Bailey)

## Incident at Superstition Prairie
- Prima televisiva: 2 dicembre 1960
- Diretto da: Stuart Heisler
- Scritto da: Wilton Schiller

### Trama
- Guest star: Carlos Romero (Asunta), John Erwin (Teddy), John Cole (Bailey), Michael Pate (Sankeno), Rodolfo Acosta (Ossolo)

## Incident at Poco Tiempo
- Prima televisiva: 9 dicembre 1960
- Diretto da: Ted Post
- Scritto da: Buckley Angell

### Trama
- Guest star: Gigi Perreau (Sorella Joan), Carolyn Hughes (Emerald Carney), Frank Puglia (padre Sebastian), Stewart Bradley (Payne), Agnes Moorehead (Sorella Frances), Gregory Walcott (Mata), Lew Gallo (Colley)

## Incident of the Captive
- Prima televisiva: 16 dicembre 1960
- Diretto da: Stuart Heisler
- Scritto da: Ted Gardner

### Trama
- Guest star: Robert Driscoll (Billy Chance), Dan Sheridan (Gottfried), Vic Perrin (sergente Comstock), Hank Worden (conducente), Mercedes McCambridge (Martha Mushgrove), Albert Salmi (Vince Lohman), Joe De Santis (Ellis Crowley), Kathryn Card (Millicent Laker), Russ Bender (sceriffo)

## Incident of the Buffalo Soldier
- Prima televisiva: 1º gennaio 1961
- Diretto da: Ted Post
- Scritto da: John Dunkel

### Trama
- Guest star: Roy Glenn (caporale 'Boneface' Jones), Woody Strode (caporale Gabe Washington), Rupert Crosse (soldato di cavalleria), Ray Montgomery (tenente Howard), Charles Stevens (vecchio indiano)

## Incident of the Broken Word
- Prima televisiva: 20 gennaio 1961
- Diretto da: R. G. Springsteen
- Scritto da: Louis Vittes

### Trama
- Guest star: John Hart (sceriffo), Morris Ankrum (dottor Morgan), Ross Elliott (Hunnecker), Frank Gerstle (barista), E.G. Marshall (Ben Foley), Dick York (Frank Price), Gloria Talbott (Lucille Foley), Howard Petrie (Fred Hunnecker), Don Diamond (messicano)

## Incident at the Top of the World
- Prima televisiva: 27 gennaio 1961
- Diretto da: Ted Post
- Soggetto di: Lou Shaw, Peggy Shaw

### Trama
- Guest star: Bill Cutter (Thompkins), Ian Sheppard (Ann Powell), Les Tremayne (dottor Gardner), Paul Carr (Jason Adams), Robert Culp (Craig Kern), Ron Foster (Bill Rudd)

## Incident Near the Promised Land
- Prima televisiva: 3 febbraio 1961
- Diretto da: Ted Post
- Scritto da: John Dunkel

### Trama
- Guest star: Hugh Sanders (Marshall Thorpe), Don C. Harvey (Collins), Frank Wilcox (Mr. Draper), Stafford Repp (Matt Walters), Mary Astor (Emma Cardwell), John Erwin (Teddy)

## Incident of the Big Blowout
- Prima televisiva: 10 febbraio 1961
- Diretto da: George Templeton
- Scritto da: John Dunkel

### Trama
- Guest star: William Tannen (George Frost), Hugh Sanders (Marshal Thorpe), Don C. Harvey (Collins), Frank Cady (negoziante), Mari Blanchard (Laura Carter), Myron Healey (Lou Calvert), Dabbs Greer (cittadino)

## Incident of the Fish Out of Water
- Prima televisiva: 17 febbraio 1961
- Diretto da: Ted Post
- Scritto da: Albert Aley

### Trama
- Guest star: Barbara Beaird (Maggie Favor), Candy Moore (Gillian Favor), George D. Wallace (Summers), Jock Gaynor (Ogalla), Dorothy Green (Eleanor Bradley), Max Mellinger (conducente)

## Incident on the Road Back
- Prima televisiva: 24 febbraio 1961
- Diretto da: George Templeton
- Scritto da: Louis Vittes

### Trama
- Guest star: Len Hendry (Brakeman), Larry Kent (conducente), Richard Wolf Jr. (Miller), Mark Tapscott (Otis), Gene Evans (Tom Wilson), Arch Johnson (James Cronin), Jeanne Cooper (Clara Wilson), Brian G. Hutton (Chandler), Adrienne Hayes (Miss Winkle), Dick Elliott (Ben)

## Incident of the New Start
- Prima televisiva: 3 marzo 1961
- Diretto da: Justus Addiss
- Scritto da: Charles Larson

### Trama
- Guest star: Burt Douglas (Webb Church), Jan Harrison (Charity Wade), Robert Bice (Kreiger), Robert Williams (Blount), John Dehner (Jubal Wade), Bill Erwin (Parker), Bill Cutter (cowboy sdentato)

## Incident of the Running Iron
- Prima televisiva: 10 marzo 1961
- Diretto da: Harmon Jones
- Scritto da: John Dunkel

### Trama
- Guest star: Kenneth R. MacDonald (sceriffo Morgan), Thomas F. Martin (vivandiere), Darryl Hickman (Andy Miller), Addison Richards (Frank Miller), John Cole (Bailey), John Erwin (Teddy), William Schallert (tenente Hill), John Litel (John Rye), Bill Foster (Grant), William R. Thompkins (sdentato)

## Incident Near Gloomy River
- Prima televisiva: 17 marzo 1961
- Diretto da: R. G. Springsteen
- Scritto da: John Dunkel

### Trama
- Guest star: John Ericson (Dan Fletcher), Leif Erickson (Frank Travis), Rosemary DeCamp (Margaret Fletcher), Anne Helm (Flora Travis), John Cassavetes (Cal Fletcher)

## Incident of the Boomerang
- Prima televisiva: 24 marzo 1961
- Diretto da: Allen Reisner
- Soggetto di: Michael Pate

### Trama
- Guest star: James Drury (John Adler), Woody Strode (Binnaburra), John Cole (Bailey), Frank DeKova (Cheif Tawya), Michael Pate (Richard Goffage), Patricia Medina (Ruthann Harper), John Erwin (Teddy)

## Incident of his Brother's Keeper
- Prima televisiva: 31 marzo 1961
- Diretto da: Ted Post
- Scritto da: Buckley Angell

### Trama
- Guest star: Jeff Richards (Jubal Evans), Norman Leavitt (addetto al telegrafo), Viola Harris (Mrs. Benton), Alan Reynolds (stalliere), Jack Lord (Paul Evans), Susan Oliver (Laurie Evans), Fenton Jones (visitatore quadriglia)

## Incident in the Middle of Nowhere
- Prima televisiva: 7 aprile 1961
- Diretto da: R. G. Springsteen
- Soggetto di: Louis Vittes, Howard Rigsby

### Trama
- Guest star: James Griffith (Tyree), X Brands (Native American Brave), Elisha Cook, Jr. (Joe Turner), Cecil Kellaway (McKay), Olan Soule (barista), Fay Spain (Barbara Frasier), George Keymas (Tiko)

## Incident of the Phantom Bugler
- Prima televisiva: 14 aprile 1961
- Diretto da: George Templeton
- Soggetto di: Buckley Angell, Louis Vittes

### Trama
- Guest star: Hardie Albright (Ben Wallace), Kathie Browne (Mary Donohoe), Ken Mayer (Thompson), Vaughn Taylor (giudice Brady), Jock Mahoney (capitano Donohoe), Richard Wolf Jr. (Benson)

## Incident of the Lost Idol
- Prima televisiva: 28 aprile 1961
- Diretto da: Ted Post
- Scritto da: Albert Aley

### Trama
- Guest star: Doug Lambert (Billy Manson), Jena Engstrom (Laurie Manson), Ken Curtis (Vic Slade), Gene Benton (Station Master), Claude Akins (Clete Manson), Ted de Corsia (sceriffo), K. L. Smith (Doug Redfern), David McMahon (dottore Crowder), Jean Engstrom (Mrs. Manson)

## Incident of the Running Man
- Prima televisiva: 5 maggio 1961
- Diretto da: Justus Addiss
- Scritto da: David Lang

### Trama
- Guest star: Walter Coy (Lem Trager), Luana Anders (Maddie Trager), Russ Conway (colonnello Henroy), Peter Mamakos (Slate), Robert Donner (Toland), Lloyd Corrigan (Simon Barnes), Robert J. Wilke (sceriffo), Don 'Red' Barry (Grut)

## Incident of the Painted Lady
- Prima televisiva: 12 maggio 1961
- Diretto da: Harmon Jones
- Scritto da: John Dunkel

### Trama
- Guest star: Raymond Guth (Harris), Don C. Harvey (Marshal), Harry Lauter (barista), Herbert Patterson (Clint Coffee), David Brian (Thad Clemens), Marie Windsor (Miss Katie), Ed Nelson (tenente Cory Clemens), Paul Barselou (impiegato)

## Incident Before Black Pass
- Prima televisiva: 19 maggio 1961
- Diretto da: Ted Post
- Soggetto di: Arthur Rowe, Don Moore

### Trama
- Guest star: Joan Taylor (Paibada), Cathy Downs (Jenny Stone), Dennis Cross (Satanga), Arthur Batanides (nomade), Zachary Scott (White Eyes), Leonard Nimoy (Anko), Robert Armstrong (Cal Stone), Robert Sampson (tenente Meadows)

## Incident of the Blackstorms
- Prima televisiva: 26 maggio 1961
- Diretto da: R. G. Springsteen
- Scritto da: Jan Winters

### Trama
- Guest star: Richard Reeves (Lang), Tom Greenway (Hawthorn), Bern Hoffman (Vetch), Virginia Christine (Ada Covey), Stephen McNally (Sky Blackstorm), Robert Crawford, Jr. (Danny Blackstorm), Vic Avery (sceriffo), Harry Shannon (Jeffries)

## Incident of the Night on the Town
- Prima televisiva: 2 giugno 1961
- Diretto da: Anton Leader
- Soggetto di: Eric Fleming, Chris Miller

### Trama
- Guest star: Dorothy Christmas (figlia di Mrs. Porter), Grady Sutton (impiegato), Ralph Smiley (Alfred), Tom Peters (mandriano), Norman Leavitt (Impiegato di corte), Margaret Hayes (Mrs. Meg North), Harry Townes (Lewis Lewis), James Drury (Rance), Don Haggerty (Phillip Brewster), Anne Whitfield (Carol North), Ralph Dumke (giudice Akins), Allan Nixon (Nixon)

## Incident of the Wager on Payday
- Prima televisiva: 16 giugno 1961
- Diretto da: R. G. Springsteen
- Scritto da: Louis Vittes

### Trama
- Guest star: Mark Tapscott (vice), Tom Wade (rappresentante giuria), Dick Ryan (impiegato banca), Henry Wills (lavoratore nel ranch), Stephen Joyce (Sidney Proctor), Ken Mayer (Joe Stapp), Ford Rainey (sceriffo), Larry Kent Litton (giudice), Kathie Browne (Lily), Mickey Finn (Groat), Hank Patterson (Simpson), Lauren Tuttle (Mrs. Proctor), Charles Watts (Albert Proctor), Jonathan Hole (avvocato), Percy Helton (barista), John Cole (Bailey)